# مدیریت قارچی
مدیریت قارچی (انگلیسی: Mushroom management) به معنی اغفال  کارکنان یک شرکت است که با آن‌ها همانند قارچ رفتار می‌شود: در تاریکی نگه‌داری می‌شوند، با لجن پوشیده می‌شوند و زمانی که به اندازه کافی بزرگ شوند خورده (اخراج) می‌شوند.